# Nœux-lès-Auxi

Nœux-lès-Auxi este o comună în departamentul Pas-de-Calais, Franța. În 1 ianuarie 2022 avea o populație de 185 de locuitori.